# Uruguay op het wereldkampioenschap voetbal 1990
Uruguay was een van de deelnemende landen aan het wereldkampioenschap voetbal 1990 in Italië. Het Zuid-Amerikaanse land nam voor de negende keer in de geschiedenis deel aan de WK-eindronde. Uruguay strandde in de achtste finale na verlies tegen gastland Italië.

## WK-kwalificatie

### Groep 1
Peru bracht bij de vorige WK-kwalificatie de latere wereldkampioen Argentinië op de rand van de afgrond, maar haalde nu geen enkel punt in deze kwalificatie. Bolivia presteerde opvallend goed en won de eerste drie van de vier wedstrijden. Daarbij had Bolivia het voordeel, dat alle wedstrijden op 2.500 meter boven de zeespiegel gespeeld werden, waardoor alle tegenstanders moeite hadden met de ijle lucht. Omdat Uruguay ook alle wedstrijden van Peru won, moest Bolivia gelijk spelen in Montevideo om zich te kwalificeren. Uruguay won met 2-0 en plaatste zich dankzij een beter doelsaldo dan Bolivia. Uruguay hoopte een betere indruk te maken dan op het laatste WK, waar Uruguay meer schopte dan voetbalde.
| Pos | Land    | Wed | Win | Gel | Ver | DV | DT | +/− | Pnt |
| --- | ------- | --- | --- | --- | --- | -- | -- | --- | --- |
| 1.  | Uruguay | 4   | 3   | 0   | 1   | 7  | 2  | +5  | 6   |
| 2.  | Bolivia | 4   | 3   | 0   | 1   | 6  | 5  | +1  | 6   |
| 3.  | Peru    | 4   | 0   | 0   | 4   | 2  | 8  | –6  | 0   |

|                  |      |                        |         |                                                                                   |
| 27 augustus 1989 | Peru | 0 – 2                  | Uruguay | Estadio Nacional, Lima Toeschouwers: 45.000 Scheidsrechter: Carlos Esposito (ARG) |
| 27 augustus 1989 |      | 46' Sosa 69' Alzamendi |         | Estadio Nacional, Lima Toeschouwers: 45.000 Scheidsrechter: Carlos Esposito (ARG) |

|                  |                               |       |          |                                                                                                 |
| 3 september 1989 | Bolivia                       | 2 – 1 | Uruguay  | Estadio Hernando Siles, La Paz Toeschouwers: 52.000 Scheidsrechter: José Vergara Guerrero (VEN) |
| 3 september 1989 | Domínguez 38' (e.d.) Peña 47' |       | 49' Sosa | Estadio Hernando Siles, La Paz Toeschouwers: 52.000 Scheidsrechter: José Vergara Guerrero (VEN) |

|                   |                          |       |         |                                                                                         |
| 17 september 1989 | Uruguay                  | 2 – 0 | Bolivia | Estadio Centenario, Montevideo Toeschouwers: 70.000 Scheidsrechter: Gastón Castro (CHI) |
| 17 september 1989 | Sosa 31' Francescoli 39' |       |         | Estadio Centenario, Montevideo Toeschouwers: 70.000 Scheidsrechter: Gastón Castro (CHI) |

|                   |               |       |      |                                                                                               |
| 24 september 1989 | Uruguay       | 2 – 0 | Peru | Estadio Centenario, Montevideo Toeschouwers: 57.000 Scheidsrechter: José Roberto Wright (BRA) |
| 24 september 1989 | 45', 58' Sosa |       |      | Estadio Centenario, Montevideo Toeschouwers: 57.000 Scheidsrechter: José Roberto Wright (BRA) |

## Toernooi

### Groep E
In de tweede wedstrijd tegen België verloor Uruguay 1-3. Uruguay speelde eerder met 0-0 gelijk tegen Spanje, een teleurstellend begin aan het toernooi voor Uruguay. Uruguay plaatste zich toch nog voor de achtste finales door een laat doelpunt van invaller Fonseca tegen de puntloze Koreanen.
| Land       | Wed | Win | Gel | Ver | DV | DT | +/− | Pnt |
| ---------- | --- | --- | --- | --- | -- | -- | --- | --- |
| Spanje     | 3   | 2   | 1   | 0   | 5  | 2  | 3   | 5   |
| België     | 3   | 2   | 0   | 1   | 6  | 3  | 3   | 4   |
| Uruguay¹   | 3   | 1   | 1   | 1   | 2  | 3  | -1  | 3   |
| Zuid-Korea | 3   | 0   | 0   | 3   | 1  | 6  | -5  | 0   |

|                                               |                  |       |        |                                                                                       |
| 13 juni 1990 «onderlinge duels» 17:00 (UTC+2) | Uruguay          | 0 – 0 | Spanje | Stadio Friuli, Udinese Toeschouwers: 35.713 Scheidsrechter: Helmut Kohl ( Oostenrijk) |
| 13 juni 1990 «onderlinge duels» 17:00 (UTC+2) | Wedstrijdverslag |       |        | Stadio Friuli, Udinese Toeschouwers: 35.713 Scheidsrechter: Helmut Kohl ( Oostenrijk) |

|                                               |                                       |                  |                | |
| 17 juni 1990 «onderlinge duels» 21:00 (UTC+2) | België                                | 3 – 1            | Uruguay        | Stadio Marc'Antonio Bentegodi, Verona Toeschouwers: 33.759 Scheidsrechter: Siegfried Kirschen ( Oost Duitsland) |
| 17 juni 1990 «onderlinge duels» 21:00 (UTC+2) | Clijsters 16' Scifo 22' Ceulemans 47' | Wedstrijdverslag | 73' Bengoechea | Stadio Marc'Antonio Bentegodi, Verona Toeschouwers: 33.759 Scheidsrechter: Siegfried Kirschen ( Oost Duitsland) |

|                                               |            |                  |             |                                                                                     |
| 21 juni 1990 «onderlinge duels» 17:00 (UTC+2) | Zuid-Korea | 0 – 1            | Uruguay     | Stadio Friuli, Udinese Toeschouwers: 29.039 Scheidsrechter: Tullio Lanese ( Italië) |
| 21 juni 1990 «onderlinge duels» 17:00 (UTC+2) |            | Wedstrijdverslag | 90' Fonseca | Stadio Friuli, Udinese Toeschouwers: 29.039 Scheidsrechter: Tullio Lanese ( Italië) |

¹gaat door als 1 van de vier beste derdes

### Achtste finale
Italië versloeg een defensief Uruguay gemakkelijk, maar het duurde wel tot de 65e minuut voor er werd gescoord.
|                                               |                          |                  |         |                                                                                        |
| 25 juni 1990 «onderlinge duels» 21:00 (UTC+2) | Italië                   | 2 – 0            | Uruguay | Stadio Olimpico, Rome Toeschouwers: 73.303 Scheidsrechter: George Courtney ( Engeland) |
| 25 juni 1990 «onderlinge duels» 21:00 (UTC+2) | Schillaci 65' Serena 83' | Wedstrijdverslag |         | Stadio Olimpico, Rome Toeschouwers: 73.303 Scheidsrechter: George Courtney ( Engeland) |

AUF · A-internationals · Selecties · Bondscoaches · Uruguayaans vrouwenelftal · Olympisch elftal · Uruguay U21 · Uruguay U20 · Uruguay U19 · Uruguay U18 · Uruguay U17
1900 – 1909 ·
1910 – 1919 ·
1920 – 1929 ·
1930 – 1939 ·
1940 – 1949 ·
1950 – 1959 ·
1960 – 1969 ·
1970 – 1979 ·
1980 – 1989 ·
1990 – 1999 ·
2000 – 2009 ·
2010 – 2019 ·
2020 – 2029
WK 1930 · 
WK 1950 · 
WK 1954 · 
WK 1962 · 
WK 1966 · 
WK 1970 ·
WK 1974 · 
WK 1986 · 
WK 1990 · 
WK 2002 · 
WK 2010 · 
WK 2014 · 
WK 2018
OS 1924 · 
OS 1928 ·
OS 2012
1902 · 
1903 · 
1904 · 
1905 · 
1906 · 
1907 · 
1908 · 
1909 ·
1910 · 
1911 · 
1912 · 
1913 · 
1914 · 
1915 · 
1916 · 
1917 · 
1918 · 
1919 ·
1920 · 
1921 · 
1922 · 
1923 · 
1924 · 
1925 · 
1926 · 
1927 · 
1928 · 
1929 ·
1930 · 
1931 · 
1932 · 
1933 · 
1934 · 
1935 · 
1936 · 
1937 · 
1938 · 
1939 ·
1940 · 
1941 · 
1942 · 
1943 · 
1944 · 
1945 · 
1946 · 
1947 · 
1948 · 
1949 ·
1950 · 
1951 · 
1952 · 
1953 · 
1954 · 
1955 · 
1956 · 
1957 · 
1958 · 
1959 ·
1960 · 
1961 · 
1962 · 
1963 · 
1964 · 
1965 · 
1966 · 
1967 · 
1968 · 
1969 ·
1970 · 
1971 · 
1972 · 
1973 · 
1974 · 
1975 · 
1976 · 
1977 · 
1978 · 
1979 ·
1980 · 
1981 · 
1982 · 
1983 · 
1984 · 
1985 · 
1986 · 
1987 · 
1988 · 
1989 ·
1990 ·
1991 · 
1992 · 
1993 · 
1994 · 
1995 · 
1996 · 
1997 · 
1998 · 
1999 · 
2000 · 
2001 · 
2002 · 
2003 · 
2004 · 
2005 · 
2006 · 
2007 · 
2008 · 
2009 · 
2010 · 
2011 · 
2012 · 
2013 · 
2014 · 
2015 · 
2016 ·
2017 ·
2018 ·
2019 ·
2020 ·
2021 ·
2022 ·
2023 ·
2024
Algerije ·
Angola ·
Argentinië ·
Australië ·
België ·
Bolivia ·
Brazilië ·
Bulgarije ·
Canada ·
Chili ·
China ·
Colombia ·
Costa Rica ·
Cuba ·
DDR ·
Denemarken ·
Duitsland ·
Ecuador ·
Egypte ·
Engeland ·
Estland ·
 Finland ·
Frankrijk ·
Georgië ·
Ghana ·
Guatemala ·
Haïti ·
Honduras ·
Hongarije ·
Ierland ·
India ·
Indonesië ·
Irak ·
Iran ·
Israël ·
Italië ·
Ivoorkust ·
Jamaica ·
Japan ·
Joegoslavië ·
Jordanië ·
Libië ·
Luxemburg ·
Maleisië ·
Mexico ·
Marokko ·
Nederland ·
Nicaragua ·
Nieuw-Zeeland ·
Nigeria ·
Noord-Ierland ·
Noorwegen ·
Oekraïne ·
Oezbekistan ·
Oman ·
Oostenrijk ·
Panama ·
Paraguay ·
Peru ·
Polen ·
Portugal ·
Roemenië ·
Rusland ·
Saarland ·
Saoedi-Arabië ·
Schotland ·
Senegal ·
Servië & Montenegro ·
Singapore ·
Slovenië ·
Sovjet-Unie ·
Spanje ·
Tahiti ·
Thailand ·
Trinidad en Tobago · 
Tsjechië ·
Tsjecho-Slowakije ·
Tunesië · 
Turkije ·
Venezuela ·
Verenigde Arabische Emiraten ·
Verenigde Staten ·
Wales ·
Zuid-Afrika ·
Zuid-Korea ·
Zweden ·
Zwitserland
Argentinië (1986) ·
België (1990) ·
Brazilië (1950) · 
Colombia (2014) ·
Costa Rica (2014) ·
Denemarken (1986) ·
Denemarken (2002) ·
Duitsland (2010) ·
Egypte (2018) ·
Engeland (2014) ·
Frankrijk (2002) ·
Frankrijk (2010) ·
Frankrijk (2018) ·
Ghana (2010) ·
Italië (1990) ·
Italië (2014) ·
Mexico (2010) ·
Nederland (1974) ·
Nederland (2010) ·
Portugal (2018) ·
Rusland (2018) ·
Saoedi-Arabië (2018) ·
Schotland (1986) ·
Senegal (2002) ·
Spanje (1990) ·
West-Duitsland (1986) ·
Zuid-Afrika (2010) ·
Zuid-Korea (1990) ·
Zuid-Korea (2010)